# Nangarhar (provins)

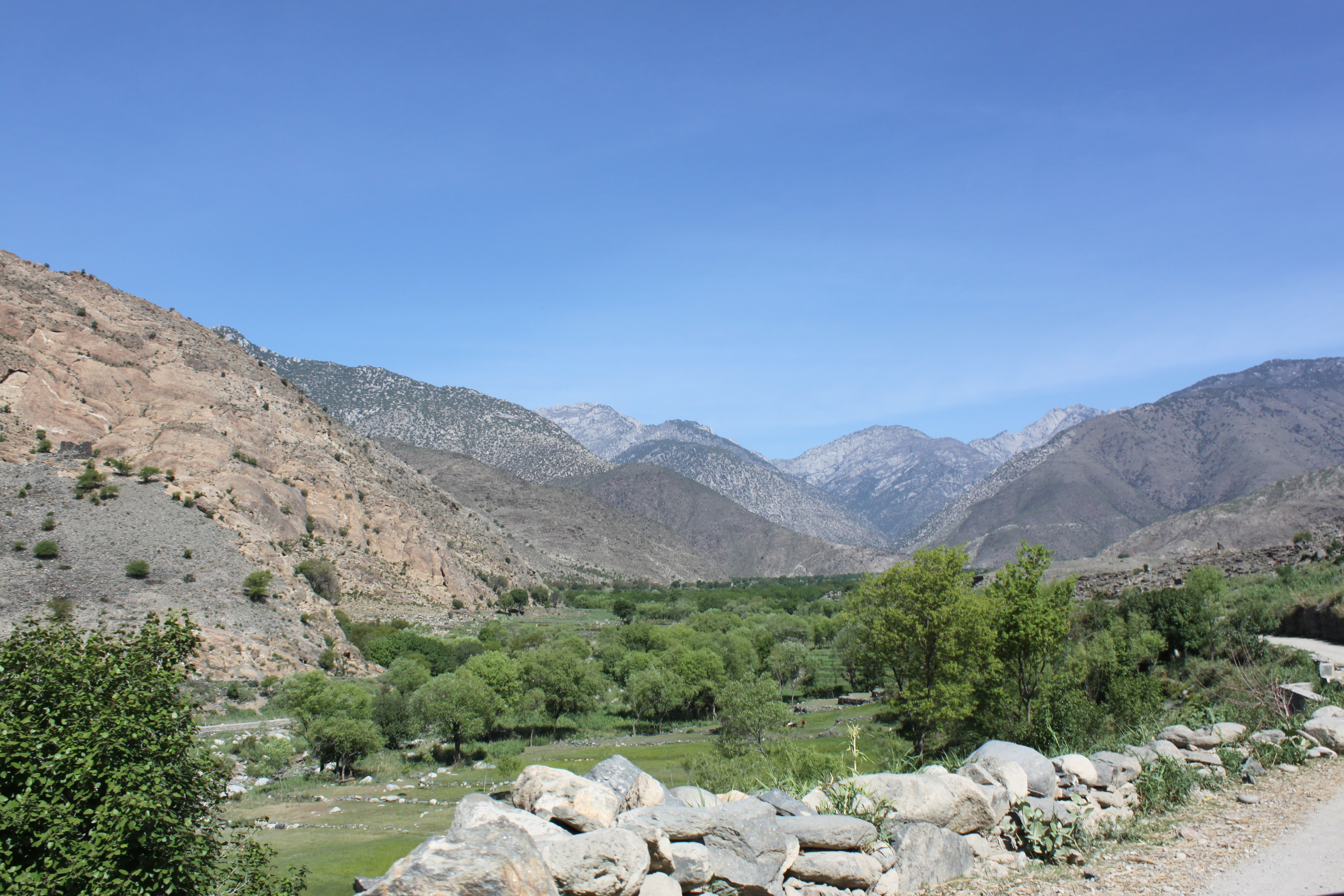
Landskap mellan Jalalabad och Dari Noor.

Nangarhar (persiska: نَنگَرهار; pashto: ننګرهار) är en av Afghanistans 34 provinser, (wilayat). Den ligger i den östra delen av landet. Dess huvudort är Jalalabad. Provinsen har 1 289 000 invånare (år 2006) och en yta på 7 727 km².
Nangahar är en av Afghanistans tätast befolkade provinser och Jalalabad är en av landets största städer.
Nangarhar gränsar till provinserna Logar och Kabul i väster, provinserna Laghman och Kunar i norr och till grannlandet Pakistan i öster och söder.
Det arkeologiska området Hadda ligger i provinsen, söder om huvudorten Jalalabad.

## Administrativ indelning
Provinsen är indelad i 22 distrikt.
- Achin
- Bati Kot
- Behsud
- Chaparhar
- Dara-ye Nur
- Deh Bala
- Dur Baba
- Goshta
- Hesarak
- Jalalabad
- Kama
- Khugyani
- Kot
- Kuz Kunar
- Lal Pur
- Muhmand Dara
- Nazyan
- Pachir wa Agam
- Rodat
- Sherzad
- Shinwar
- Surkh Rud